# Casa de la Fiesta Mayor de Vilafranca del Penedés
La Casa de la Fiesta Mayor de Villafranca del Panadés está ubicada en el antiguo mercado de gallinas y menudillos, es un espacio que acoge el rico folclore de la Fiesta Mayor de Villafranca del Panadés (Barcelona) España. Que se celebra entre el 28 de agosto y el 3 de septiembre con motivo del día de San Félix. De titularidad municipal, está integrada en la Red de Museos Locales de la Diputación de Barcelona.

## Edificio
Catalogado como modernista de tipo industrial, el antiguo mercado de gallinas y menudillos (posteriormente mercado de pescado) es obra del arquitecto de Villafranca Santiago Güell; se construyó en 1911 y fue reformado en 1927. Desde 1987 este espacio tiene una doble función: archivo y almacén de todo el patrimonio folklórico relacionado con la Fiesta Mayor de Villafranca, por un lado, y con el Museo para divulgar este patrimonio, por el otro. El 30 de abril de 1999 se reinauguró el equipamiento tras unas reformas.

## Exposición

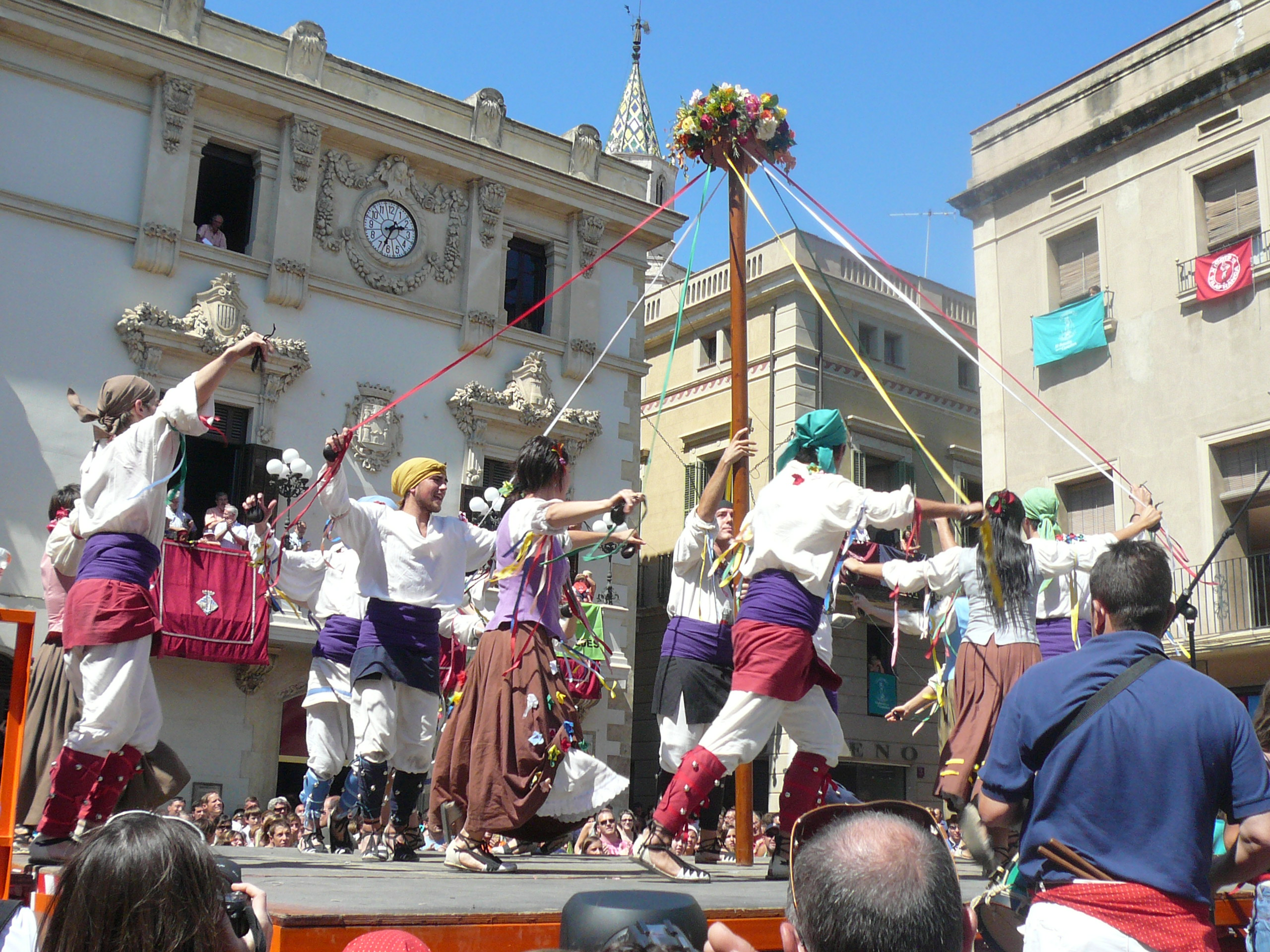
Ball de gitanes en la Fiesta Mayor de Villafranca

La Casa de la Fiesta Mayor muestra los bailes de la Fiesta Mayor de Villafranca, muchos de origen medieval y relacionados con los distintos gremios y cofradías; expone también el origen del bestiario, el dragón y la pareja de gigantes más antiguos, los castellers y todos los bailes y músicas que configuran la fiesta. Cuenta también con un audiovisual de gran formato con imágenes de la tronada, los pasacalles y las procesiones, la jornada castellera de San Félix y otros elementos singulares de la fiesta.